# Danmarks kulturkanon

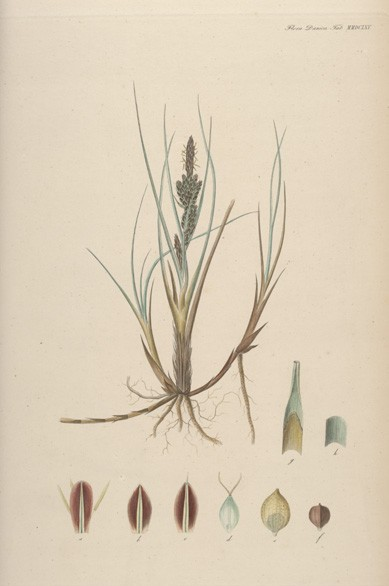
Carex trinervis på plansch från 1861 i bokverket Flora Danica.

Danmarks kulturkanon (på danska Kulturkanonen) är en kulturkanon som består av en lista på över 108 danska konstverk i åtta kategorier, vilka officiellt har utsetts som särskilt betydelsefulla delar av Danmarks kulturarv.
Danmarks kulturkanon lanserades av dåvarande kulturminister Brian Mikkelsen hösten 2004. Kulturminsteriet utsåg sju kommittéer, som i april 2005 började välja ut verk att ingå i kanon. Verken utsågs i kategorierna arkitektur, formgivning, bildkonst, teater, litteratur, film och musik. Dessutom utarbetades en särskild kanon i kategorin barnkultur. Kulturkanon presenterades i januari 2006.
Både själva idén att utse ett antal verk som särskilt betydelsefulla och urvalsprocessen och det slutgiltiga innehållet har kritiserats från flera håll, och en rad alternativa kanon har föreslagits, bland annat genom omröstning bland Danmarks Radios lyssnare och tittare. 2015 uppdaterade Dansklærerforeningen litteraturdelen av kanon, med tanke på rekommenderad läsning i landets grundskolor; denna uppdatering har dock inte påverkat den officiella kanon som har oförändrat urval.

## Arkitektur

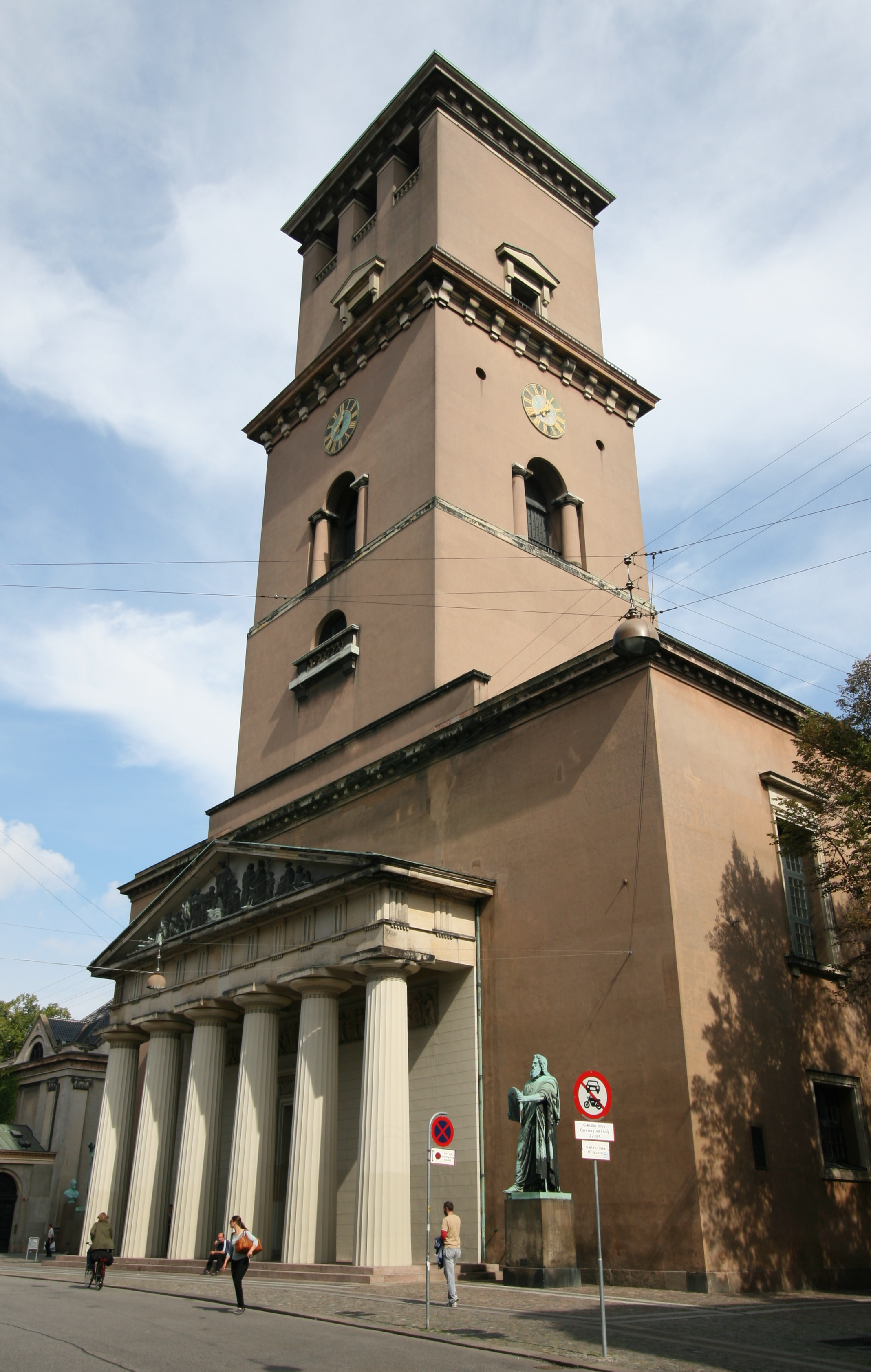
Vor Frue Kirke.

- Hovers kyrka(dk) i Ringkøbings kommun av okänd arkitekt, 1100-talet
- Glorups herrgård i Svindinge, 1400-talet, ombyggd 1765 av Nicolas H. Jardin
- Frederiksstaden i Köpenhamn av Nicolai Eigtved, 1749–
- Vor Frue Kirke i Köpenhamn av Christian Frederik Hansen, 1811–1829
- Jægersborg Dyrehave, av Rudolph Rothe, 1846
- Läkarföreningens bostäder - Brumleby(dk) i Köpenhamn av Michael Gottlieb Bindesbøll och Vilhelm Klein, 1854–1856
- Mariebjergs kyrkogård(dk) av G.N. Brandt, 1925–1935
- Aarhus universitet av Kay Fisker, C.F. Møller, Poul Stegmann och C.Th. Sørensen, 1931–
- Fingerplanen (stadsplan för Köpenhamns utveckling) av Peter Bredsdorff, 1947
- Sydneys operahus av Jørn Utzon, 1957
- Stora Bältbron av Dissing+Weitling, 1991–1998

Kommittén för kategorin arkitektur bestod av arkitekten Lone Wiggers, professorn Carsten Juel-Christiansen, professorn Malene Hauxner, arkitekten Lars Juel Thiis, och arkitekten Kent Martinussen.

## Bildkonst

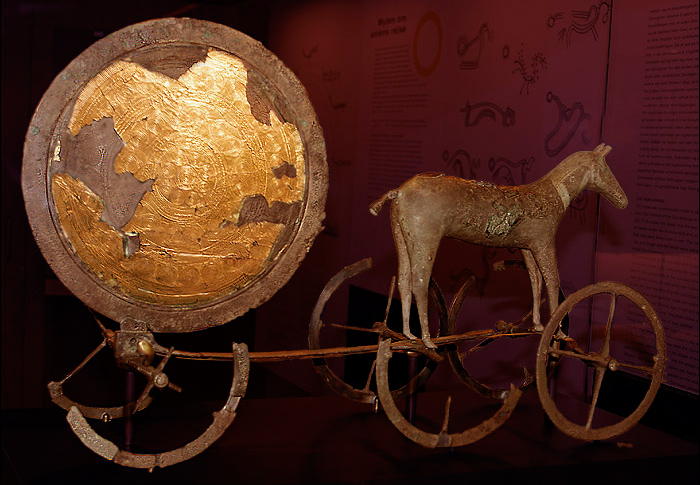
Trundholmsvagnen

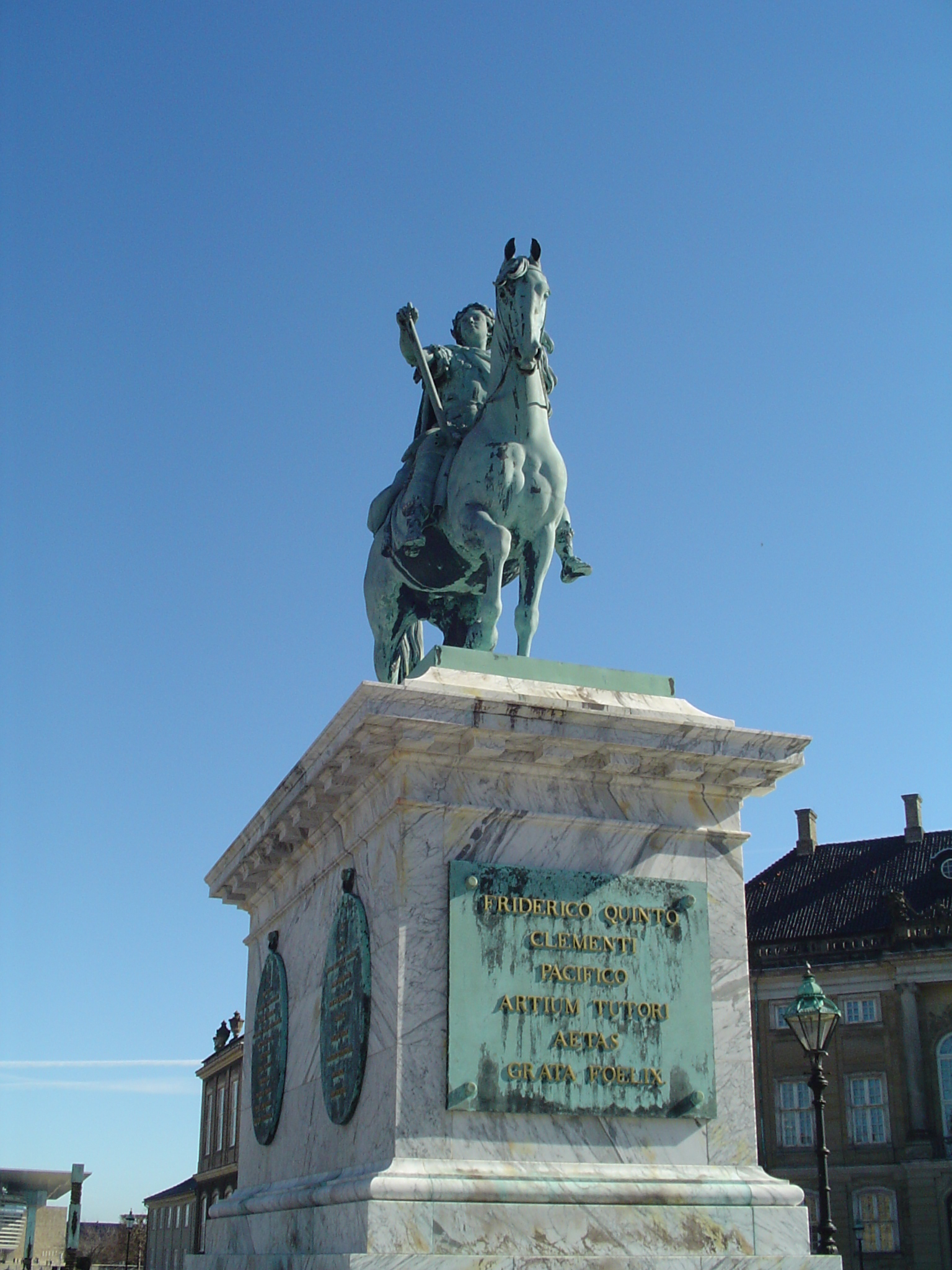
Fredrik V:s ryttarstaty

- Trundholmsvagnen, cirka 1300 före Kristus, Nationalmuseet i Köpenhamn
- Kalkmålningen Opstandelsen av Unionsmästaren, cirka 1430, Undløse kyrka
- Träskulpturen Bordesholmsaltartavlan från Hans Brüggemanns verkstad, slutfört 1521, Schleswigs domkyrka
- Frederik V:s ryttarstaty av Jacques Saly, färdigställd 1771, Amalienborg
- Skulpturen Jason med det gyllene skinnet av Bertel Thorvaldsen, färdigställd 1828, Thorvaldsens Museum
- Målningen Udsigt gennem tre buer i Colosseums tredje stokværk av C.W. Eckersberg, 1815, Statens Museum for Kunst
- Målningen Efterårsmorgen ved Sortedamssøen av Christen Købke, 1838, Ny Carlsberg Glyptotek
- Målningen Støvkornenes dans i solstrålerne av Vilhelm Hammershøi, 1900, Ordrupgaard
- Målningen Sommerdag ved Roskilde Fjord av Lauritz Andersen Ring, 1900, Randers Kunstmuseum
- Reliefen Det Store Relief av J.F. Willumsen, 1923–1928, J.F. Willumsens museum
- Skulpturen Stående kvinna av Astrid Noack, 1937–1943, Göteborgs konstmuseum
- Målningen Stalingrad av Asger Jorn, 1957–1972, Museum Jorn i Silkeborg

Kommittén för kategorin bildkonst bestod av skulptören Hein Heinsen (ordförande), konsthistorikern Hans Edvard Nørregård-Nielsen, konsthistorikern Bente Scavenius, bildkonstnären Bjørn Nørgaard, samt bildkonstnären Sophia Kalkau.

## Formgivning och konsthantverk

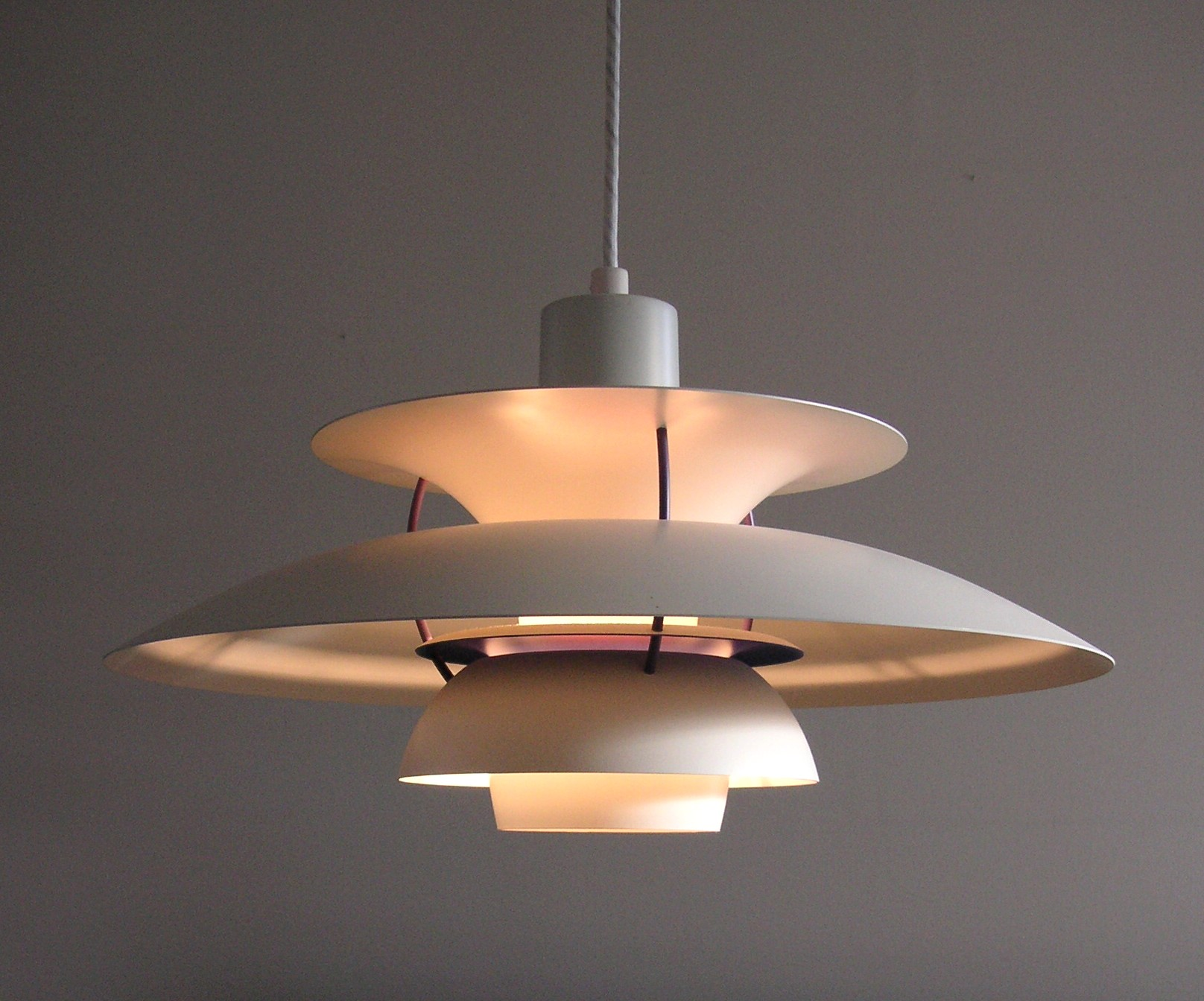
PH-lampan PH-5

Pantonstolen

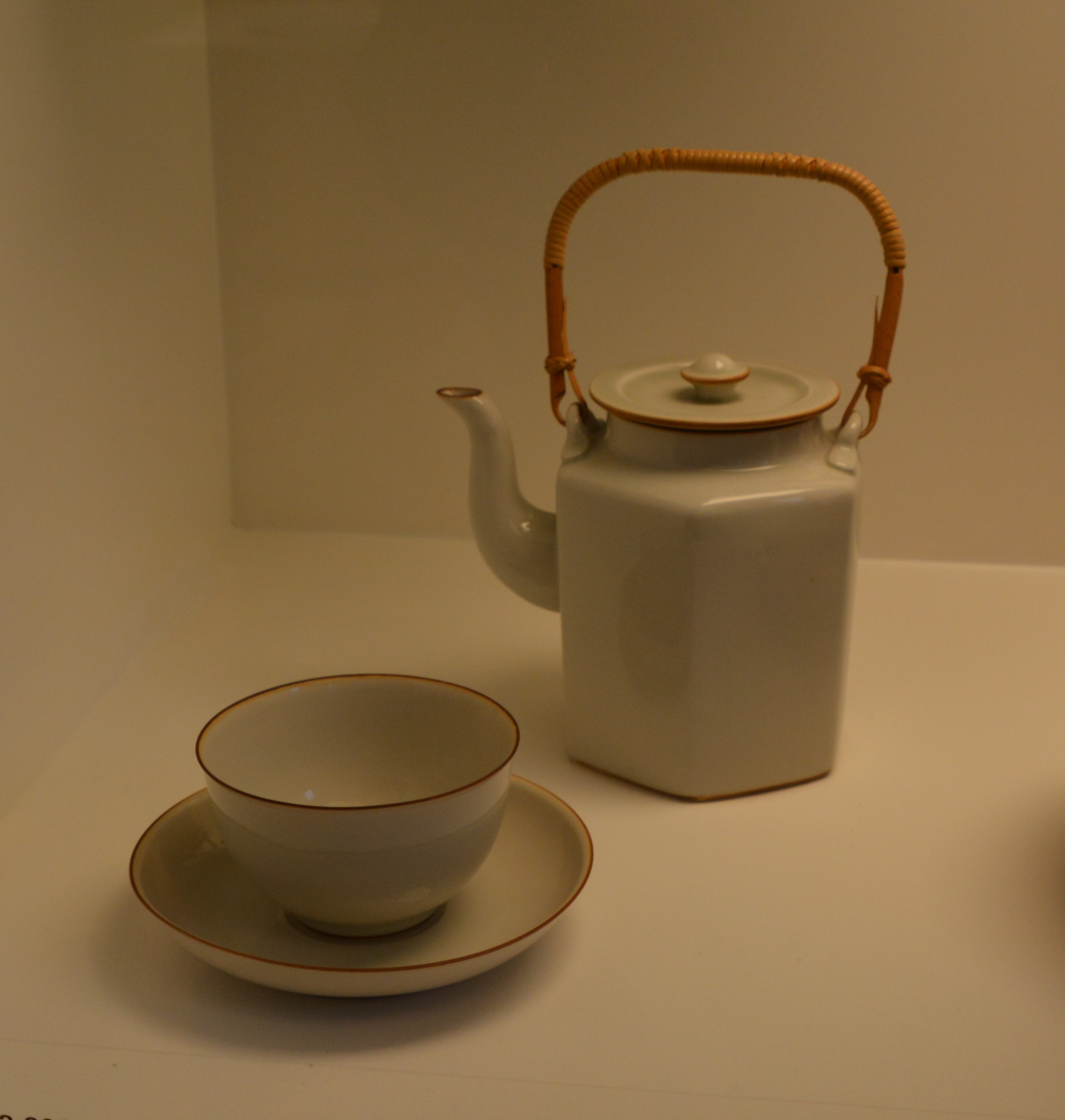
Teservis från 1956 av Gertrud Vasegaard, Bing & Grøndahl

- Vikingaskeppet Skuldelev 2, byggt omkring 1042
- Flora Danica av flera konstnärer, 1752–1803
- Thorvald Bindesbølls livsverk
- Knud V. Engelhardts livsverk
- Marie Gudme Leths livsverk
- Lampskärm till PH-lampan av Poul Henningsen, 1925
- Teservis av Gertrud Vasegaard, 1956
- Gedser forsøgsmølle av Johannes Juul, 1957
- Pantonstolen av Verner Panton, 1960
- Polyetherstolen av Gunnar Aagaard Andersen, 1964
- Kevihjulet av Jørgen Rasmussen, 1965
- Fiberline fasadsystem av Fiberline Composites, 2006

Kommittén för kategorin formgivning och konsthantverk bestod av arkitekten och lektorn Merete Ahnfeldt-Mollerup (ordförande), designern och keramikern Erik Magnussen, designern Astrid Krogh, keramikern Ursula Munch-Petersen och designern Louise Campbell.

## Film
- Mannen och hans överman av Carl Th. Dreyer, 1925
- Vredens dag av Carl Th. Dreyer, 1943
- Ditte människobarn av Bjarne Henning-Jensen, 1946
- Soldaten och Jenny av Johan Jacobsen, 1947
- Svält av Henning Carlsen, 1966
- Bennys Badekar av Jannik Hastrup och Flemming Quist Møller, 1971
- Matador av Erik Balling, 1978–1982
- Kunskapens träd av Nils Malmros, 1981
- Babettes gästabud av Gabriel Axel, 1987
- Pelle Erövraren av Bille August, 1987
- Festen av Thomas Vinterberg, 1998
- Idioterna av Lars von Trier, 1998

Kommittén för kategorin film bestod av regissören Susanne Bier, filmkonsulenten Vinca Wiedeman, filmproducenten Tivi Magnusson, författaren Ole Michelsen samt programchefen Jacob Neiiendam.

## Musik

### Konstmusik
- Holger Danske (F.L.Æ. Kunzen, 1789
- Otte Morgensange og Syv Aftensange (C.E.F. Weyse, 1837 respektive 1838
- Tre galopper: Telegraph-Galop, Champagne-Galop, 
Kjöbenhavns Jernbane-Damp-Galop (H.C. Lumbye, 1844, 1845, respektive 1847)
- Elverskud (Niels W. Gade, 1854)
- Vølvens Spaadom (J.P.E. Hartmann, 1872)
- Drot og Marsk (Peter Heise, 1878)
- Maskarade (Carl Nielsen, 1906)
- Symfoni nr. 4: Det Uudslukkelige (Carl Nielsen, 1916)
- Antikrist (Rued Langgaard, 1923)
- Symfoni nr. 3 (Per Nørgård, 1976)
- Symfoni-Antifoni (Pelle Gudmundsen-Holmgreen, 1978)
- Højskolesange (antologi). Lista: 
  - Den signede dag med fryd vi ser. C.E.F. Weyse (1826). Text: N.F.S. Grundtvig (1826)
  - Det var en lørdag aften. Folkmelodi, text folkevise, gendigtet af Svend Grundtvig 1849
  - En yndig og frydefuld sommertid. Folkmelodi och text från Mariagertrakten. Tryckt i A.P. Berggreens Danske folkesange (1869)
  - Vi sletternes sønner. Carl Nielsen (1906). Text: Ludvig Holstein (1903).
  - Jens Vejmand. Carl Nielsen (1907). Text: Jeppe Aakjær (1905).
  - Det er hvidt herude. Thomas Laub (1914). Text: St.St. Blichet (1838).
  - Danmark, nu blunder den lyse nat. Oluf Ring (1922). Text: Thøger Larsen (1914).
  - I Danmark er jeg født. Poul Schierbeck (1926). Text: H.C. Andersen (1850).
  - Jeg ser de bøgelyse øer. Thorvald Aagaard (1931). Text: L.C. Nielsen (1901).
  - Du gav os de blomster, som lyste imod os. Otto Mortensen (1939). Text: Helge Rode.
  - Septembers himmel er så blå. Otto Mortensen: (1949). Text: Alex Garff (1949).
  - Vi elsker vort land. P.E. Lange-Müller (1887)/Shu-bi-dua (1980). Text: Holger Drachmann (1885).

### Populärmusik
- Ett urval av 12 sånger (Kai Normann Andersen), 1925–1959 
  - Musens sang
  - Den allersidste dans
  - Pige træd varsomt
  - Å hvor jeg, ih, hvor jeg, uh hvor jeg vil
  - I dit korte liv
  - Man binder os på mund og hånd
  - Alle går rundt og forelsker sig
  - Gå ud og gå en tur
  - Glemmer du
  - Titte til hinanden
  - Drømmeland
  - Gå med i lunden.
- Dansk Guldalderjazz Vol. 1-4 (Antologi med dansk jazz, 1940–1949)
- The Savage Rose (The Savage Rose, 1968)
- Værsgo (Kim Larsen, 1973)
- Svantes Viser (Benny Andersen och Povl Dissing, 1973)
- Live Sådan (Gasolin, 1976)
- Supertanker (Kliché, 1980)
- Tidens Tern (C.V. Jørgensen, 1980)
- Stjerne Til Støv (Sebastian, 1981)
- Aura (Palle Mikkelborg med Miles Davis, 1984–1985)
- Nærmest Lykkelig (TV-2, 1988)
- Evergreens (antologi) 
  - Solitudevej. Sven Gyldmark/Poeten - från Cirkusrevuen 1953. Sång: Elga Olga.
  - Er du dus med himlens fugle. Sven Gyldmark & Erik Leth - från filmen Vagabonderne på Bakkegården, 1958. Sång: Poul Reichhardt.
  - Heksedans (her kommer mutter med kost og spand). Vidar Sandbeck & Peter Mynte - singel, 1960. Sång av Rachel Rastenni.
  - To lys på et bord. Bjarne Hoyer & Ida From - från Danska melodifestivalen 1960. Sång: Otto Brandenburg.
  - Dansevise. Otto Francker & Sejr Volmer Sørensen - från Danska melodifestivalen 1963. Framförd av Grethe och Jørgen Ingmann.
  - Duerne flyver. Bent Fabricius-Bjerre & Klaus Rifbjerg - från filmen Jeg er sgu min egen, 1967. Sång av Cæsar.
  - Så længe jeg lever. John Mogensen Sång: John Mogensen.
  - Smuk og dejlig. Anne Linnet/Anne Linnet - från albumet Shit & Chanel, 1975. Framförd av Shit & Chanel.
  - Under Bøgen. Peter A.G. Nielsen/Gnags - från albumet Er du hjemme i aften, 1977. Framförd av Gnags.
  - Danmark. Shu-Bi-Dua - från 78'eren, 1978. Framförd av Shu-Bi-Dua.
  - Danse i måneskin. Frans Bak & Nillet Skovgård - från Danska melodifestivalen 1987. Framförd av Trine Dyrholm & Moonlighters.
  - Kald det kærlighed. Lars Lilholt - från Lars Lilholt Bands album Kontakt, 1990 (1986). Framförd av Lars Lilholt Band.

Kommittén för kategorin musik bestod av kör- och orkesterchefen Per Erik Veng, författaren Jørgen I. Jensen, redaktionschefen Torben Bille, forskningsbibliotekarien och författaren Inger Sørensen, samt musikern och författaren Henrik Marstal.

## Scenkonst
Kommittén för kategorin scenkonst bestod av teaterchefen Flemming Enevold, chefdramaturgen Karen-Maria Bille, dramatikern Jokum Rohde, skådespelaren Sonja Richter samt författaren och recensenten Erik Aschengreen.
- Jeppe på Bjerget (Ludvig Holberg, 1722)
- Aladdin (Adam Oehlenschläger, 1805)
- Sylfiden (August Bournonville, Herman Severin Løvenskiold, 1836)
- Indenfor Murene (Henri Nathansen, 1912)
- Ordet (Kaj Munk, 1932)
- Anna Sophie Hedvig (Kjeld Abell, 1939)
- Fyra revynummer: 
  - Man binder os på mund og hånd (Liva Weel, 1940)
  - Skolekammerater (Kellerdirk Bros, 1956)
  - Brevet til Bulganin (Osvald Helmuth, 1957)
  - Fingernummeret (Dirch Passer, 1974)
- Etudes (Harald Lander, Knudåge Riisager, 1948)
- Enetime (Flemming Flindt, Georges Delerue, 1963)
- Julemandshæren (Solvognen, 1974)
- Sort Sol live, Carlton og Wurst (Sort Sol, 1986–1987)
- Majonæse (Jess Ørnsbo, 1988)

## Barnkulturkanon
Urvalet uppstod spontant under arbetet med de övriga kanonkategorierna. 
- Bygglekplatsen (C.Th. Sørensen, 1931)
- De små synger (sångbok av Gunnar Nyborg-Jensen (redaktör), 1948)
- Palle alene i Verden (film av Astrid Henning-Jensen, 1949)
- Anders And og den gyldne hjelm (svenska: Kalle Anka och den gyllene hjälmen) (Carl Barks, 1954)
- Høj stol (barnstol av Nanna Ditzel, 1955)
- Legoklossen (leksak av Godtfred Kirk Christiansen, 1958)
- Silas og den sorte hoppe (bok av Cecil Bødker, 1967)
- Halfdans ABC (barnbok av Halfdan Rasmussen och Ib Spang Olsen, 1967)
- Kaj og Andrea (tv-program av bland andra Kjeld Nørgaard och Katrine Hauch-Fausbøll, 1970-talet)
- Go' Sønda' Morn' (barnmusikalbum av Anne Linnet, 1980)
- Gummi Tarzan (film av Søren Kragh-Jacobsen, 1981)
- Nøddeknækkeren (barnteater av Steen Koerner, 2003)